# جولاو
جولاو (به لاتین: Julau) یک منطقهٔ مسکونی در مالزی است که در ساراواک واقع شده‌است.

## خصوصیات
جولاو ۱٬۷۰۳٫۳۹ کیلومترمربع مساحت و ۳۴٬۵۰۰ نفر جمعیت دارد.